# Oetophorus maculatus
Oetophorus maculatus är en stekelart som beskrevs av Barron 1997. Oetophorus maculatus ingår i släktet Oetophorus och familjen brokparasitsteklar. Inga underarter finns listade i Catalogue of Life.